# كريستوفر إيفانز
كريستوفر إيفانز (بالإنجليزية: Christopher Evans)‏ هو كاتب أغاني ومغني أوغندي، ولد في 1987 في أوغندا.